# The Happy Mistakes Tour
The Happy Mistakes Tour es la tercera gira de conciertos del dúo  Heffron Drive. La misma se inició oficialmente el 30 de agosto de 2014 en el Variety Playhouse en Atlanta, Estados Unidos y concluirá el 18 de diciembre de 2014 en la O2 Academy Islington de Londres, Inglaterra. La gira incluye ciudades en Estados Unidos así como el debut de la banda en México y el Reino Unido. La gira fue anunciada por primera vez en julio de 2014 por la banda en sus cuentas oficiales en Twitter. Esta gira servirá para promocionar su primer trabajo discográfico titulado Happy Mistakes lanzado en 2014.

## Teloneros
- Riley Biederer (30 de agosto, Variety Playhouse)
- Ariana & The Rose (Estados Unidos, fechas seleccionadas)
- Mike Tompkins (11 de septiembre, en adelante, fechas seleccionadas)
- Casey Hurt (Estados Unidos, México, fechas seleccionadas)

## Listas de canciones

### Heffron Drive Setlist
- «Interlude»
- «Art Of Moving On»
- «Happy Mistakes»
- «Passing Time»
- «Better Get to Movin'»
- «Could You Be Home»
- «Had to Be Panama»
- «One Track Mind»
- «Everything Has Changed»
- «Not Alone»
- «Division of the Heart»
- «That's What Makes You Mine»
- «Quiet Please»
- (Encore)
- «Feels So Good»
- «Nicotine»
- «Parallel»

(Fin del Concierto)

## Fechas previas del Tour
| Fechas       | Ciudad          | País           | Lugar |
| ------------ | --------------- | -------------- | ----- |
| 7 de agosto  | Los Ángeles, CA | Estados Unidos | ?     |
| 17 de agosto | Sacramento, CA  | Estados Unidos | ?     |

## Fechas del Tour
| Fechas           | Ciudad           | País           | Lugar                             |
| ---------------- | ---------------- | -------------- | --------------------------------- |
| 30 de agosto     | Atlanta          | Estados Unidos | Variety Playhouse                 |
| 1 de septiembre  | Freehold         | Estados Unidos | IPlay America                     |
| 3 de septiembre  | Nueva York       | Estados Unidos | Irving Plaza                      |
| 4 de septiembre  | Washington       | Estados Unidos | 930 Club                          |
| 5 de septiembre  | Boston           | Estados Unidos | Brighton Music Hall               |
| 6 de septiembre  | Rockville Centre | Estados Unidos | Madison Theater at Molloy College |
| 7 de septiembre  | Filadelfia       | Estados Unidos | Theater of the Living Arts        |
| 11 de septiembre | Niagara Falls    | Estados Unidos | Hard Rock                         |
| 12 de septiembre | Pittsburgh       | Estados Unidos | The Altar Bar                     |
| 13 de septiembre | Detroit          | Estados Unidos | Saint Andrews Hall                |
| 14 de septiembre | Chicago          | Estados Unidos | Logan Square                      |
| 17 de septiembre | Poughkeepsie     | Estados Unidos | The Chance                        |
| 18 de septiembre | Burlington       | Estados Unidos | Radio Show                        |
| 20 de septiembre | St Louis         | Estados Unidos | Plush St. Louis                   |
| 21 de septiembre | Indianápolis     | Estados Unidos | Deluxe at Old National Centre     |
| 23 de septiembre | Dallas           | Estados Unidos | House of Blues                    |
| 27 de septiembre | Las Vegas        | Estados Unidos | Desert Breeze Park                |
| 28 de septiembre | Los Ángeles      | Estados Unidos | House of Blues                    |
| 29 de septiembre | Anaheim          | Estados Unidos | House of Blues                    |
| 4 de octubre     | Ciudad de México | México         | El Plaza Condesa                  |
| 15 de diciembre  | Glasgow          | Reino Unido    | King Tuts Wah Wah Hut             |
| 16 de diciembre  | Mánchester       | Reino Unido    | Manchester Academy 2              |
| 17 de diciembre  | Birmingham       | Reino Unido    | O2 Birmingham Academy             |
| 18 de diciembre  | Londres          | Reino Unido    | O2 Academy Islington              |

## Fechas del Tour canceladas
| Fechas           | Ciudad            | País           | Lugar           |
| ---------------- | ----------------- | -------------- | --------------- |
| 9 de septiembre  | Los Ángeles, CA   | Estados Unidos | The Opera House |
| 26 de septiembre | Santa Bárbara, CA | Estados Unidos | Grenade Theater |